# Estación Talagante
Talagante es una estación ferroviaria ubicada en la comuna homónima, región Metropolitana. Esta estación fue construida con el ramal Santiago-Cartagena en 1891. Quedó en desuso en 1987 luego de que se suprimieran los servicios en el ramal.
Desde 2021 se viene trabajando en un proyecto de tren suburbano, transformando a la estación en la novena estación del futuro tren de cercanías, Tren Melipilla-Estación Central, que conectará la ciudad de Santiago con Melipilla en la Región Metropolitana de Santiago, Chile. La estación está proyectada para que inicie sus operaciones en 2027.
En la estación de Talagante se encuentra el empalme del tramo ferroviario que une este pueblo con la Estación Paine, donde actualmente solo transitan trenes con ácido sulfúrico de la empresa ferroviaria TRANSAP.

## Historia
El proyecto del ramal Santiago-Cartagena originalmente se extendía desde estación Central hasta estación Melipilla, faenas que iniciaron el 11 de noviembre de 1888. El ferrocarril entre estación Central hasta esta estación comienza su explotación e inicio de operaciones de servicios el 1 de marzo de 1891.
Esta estación se transformó a inicios del siglo XIX en la cabecera del ramal Paine-Talagante, el cual fue construido por la empresa The Railways and Works Company entre 1919 y 1923, inicialmente para transportar minerales y granos.
La infraestructura de la estación original fue destruida en el terremoto de 1985.
En 1987 dejan de circular servicios de pasajeros en el ramal, que incluye servicios en la estación Talagante. Que ha derivado a que la estación vea una disminución en el tráfico de carga y pasajeros, con el cese de ciertas operaciones en 1989. La estación sirve actualmente como un nodo principal para el transporte de contenedores de carga, ácido y granos hacia el puerto de San Antonio. Además posee un desvío estratégico hacia Paine que facilita el tráfico de carga del sur.

### Tren Melipilla-Estación Central
Con el anuncio del Tren Melipilla-Estación Central, la estación Talagante será reactivada como parada de servicios de pasajeros. Esta estación es un punto clave en el ramal Paine-Talagante que fue diseñado para el transporte de carga. Este ramal se integra con la vía de carga que viene desde Alameda y continúa hasta Melipilla y San Antonio. Se ha ideado que la nueva infraestructura de la estación esté compuesta por un andén central y una vía que se bifurca para el cruce de trenes, además de contar con dos desvíos de carga de distintas longitudes. La nueva Estación Talagante se sitúa cerca del cruce de las vías con la calle Lucas Pacheco y está flanqueada por las calles Domingo Toro Herrera y Bellavista. Sus accesos están dispuestos de manera geométrica en forma de semicírculos y la estación contará con amplias áreas urbanizadas, destinadas a convertirla en un nuevo hito urbano.
La estación entraría en operaciones en 2027.

#### Infraestructura asociada

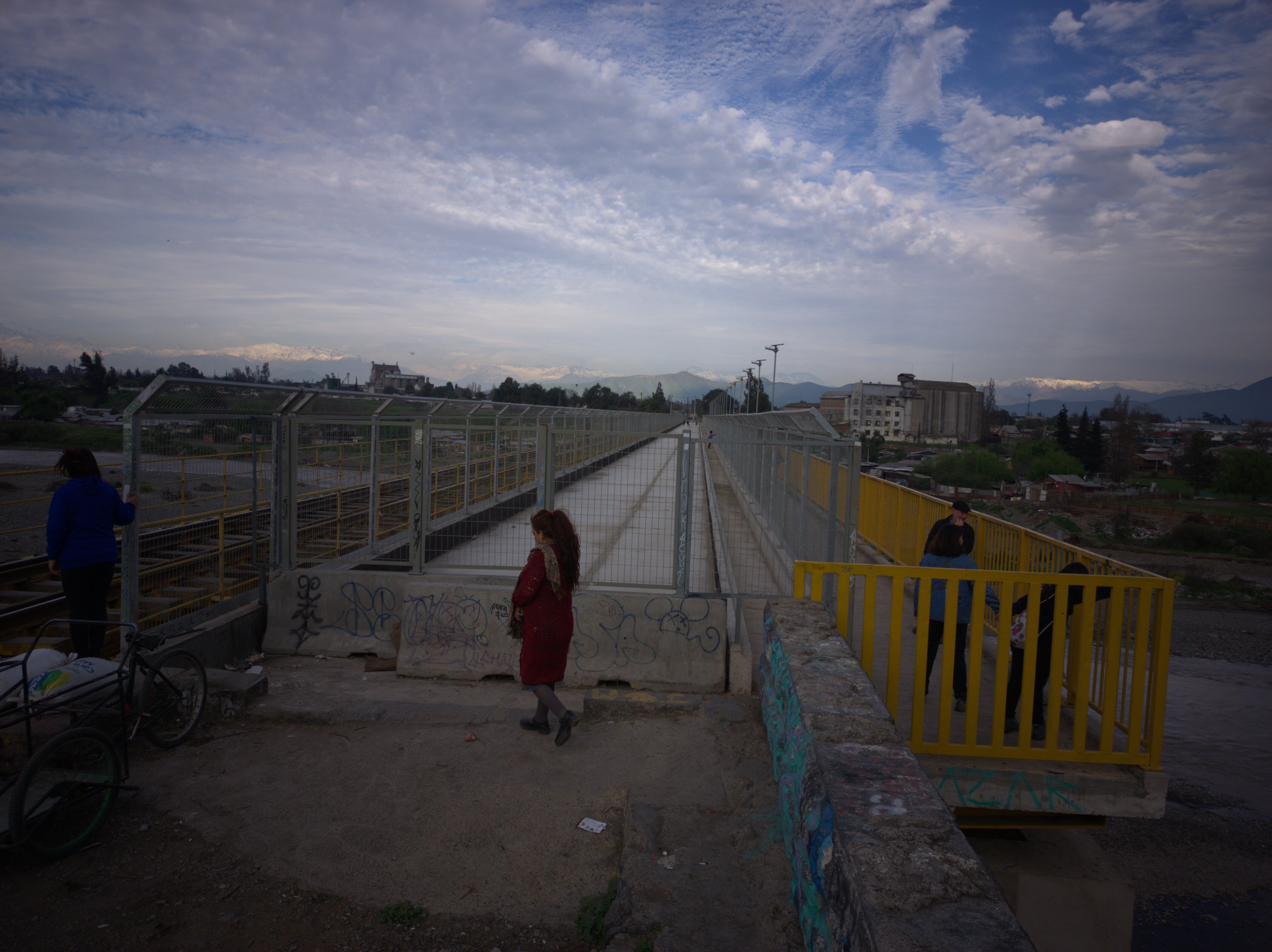
Puente ferroviario Talagante sobre el río Mapocho.

La actual estación carece de espacio para estacionamientos nocturnos de trenes de pasajeros dentro de su terreno actual, lo que ha llevado a la proyección de tales instalaciones en la zona suroriente de los antiguos terrenos de la estación.
Al salir de la estación, se encuentra el puente sobre el río Mapocho, preparado estructuralmente para una posible segunda vía.
En cuanto a infraestructura vial, la Municipalidad de Talagante ha solicitado la construcción de un paso sobre nivel en la calle Larraín, que permitirá la continuación de la futura Avenida del Ferrocarril y la actual Avenida Volcán Aconcagua. Esta solución implicará la intervención del bandejón central de la Avenida Larraín, pero mantendrá intacta la conectividad actual. Además, se proyecta una pasarela peatonal independiente sobre las vías, en el entorno del paso a desnivel.

## Infraestructura
La estación cuentó con un edificio principal que fue destruido durante el terremoto de 1985, mientras que el edificio de la bodega sigue en pie. Contó con un enclavamiento, el cual ya no existe. 
La estación posee dos desvíos hacia la planta Talagante de Maltexco S.A.

## Servicios
Actualmente la estación puede prestar servicios de cruce entre trenes de carga y turísticos. Puntualmente la estación presenta detenciones turísticas.
Está en proceso de construcción el servicio de pasajeros Tren Melipilla-Estación Central, El tramo Lo errázuriz Talagante estará operativo en 2027, mientras que el tramo Talagante-Melipilla lo estará en 2029.

### Turísticos
El Tren del Recuerdo es un servicio turístico que recorre desde la estación Central de Santiago hasta la estación de San Antonio, por medio del ramal Santiago-Cartagena. El 27 de enero de 2024 inició un servicio turístico entre la estación Rancagua y la estación San Antonio que utiliza el ramal Paine-Talagante, haciendo cambio de vía en la estación Paine.

## Origen etimológico
Adquiere su nombre por emplazarse en la comuna homónima de la Región Metropolitana de Santiago.